# حادثة غويانيا الإشعاعية
حادثة غويانيا الإشعاعية هو حادث تلوث إشعاعي  في غويانيا وسط البرازيل، قتل فيه 4 أشخاص وجرح 28 ، وأكثر من 200 حالات تسمم إشعاعي . وصفت مجلة تايم الحادث بـ واحد من أسوأ الكوارث النووية في العالم. 

## الحادثة
في عام 1971م أفتتحت عيادة خاصة للعلاج الإشعاعي بالقرب من مستشفى خيري في وسط مدينة قوييانيا وزودت بجهاز علاج إشعاعي يستخدم عنصر الـسيزيوم 137 (Cs-137: Half Life = 30.23 yr, Photon Energy = 662 keV). ومن ثم في عام 1985م تم إخلاء العيادة والانتقال إلى موقع آخر وترك هذا الجهاز الإشعاعي بدون إخبار الجهات المختصة.
في 13 سبتمبر 1987م، دخل اثنان من نابشي الأنقاض إلى مبنى العيادة المهجور والذي كان مفتوحاً لكل من هب ودب في ذلك الحي الفقير. وقاما بنقل رأس الجهاز الإشعاعي إلى بيت أحدهما حتى يبيعوه كخردة، دون أن يعرفا خطره الإشعاعي طبعاً. وفي خلال أربعة أيام قاما بفك الرأس وحاولا كسر الغلاف الرصاصي الذي يحمي كبسولة أملاح كلوريد السيزيوم المشعة. لم يستطعا كسر الغلاف الرصاصي، لكنهما استطاعا كسر نافذة الإيريديوم التي يخرج منها الإشعاع ومن ثم استطاعا الوصول إلى الكبسولة وفتقها. ومن هنا بدأت إحدى أخطر الحوادث الإشعاعية التي حصلت إلى يومنا هذا.
بعد فتق الكبسولة تم بيع الوحدة بمبلغ 25 دولار أمريكي إلى “زعيم الخردة” في الحي، والذي لاحظ كسابقيه اللون الأزرق المنبعث - الناتج عن امتصاص الكلوريد لأشعة جاما وإعادة الانبعاث في الطيف المرئي- وأعجب بالتألق الأزرق فأراد صنع خاتم لزوجته. وخلال الخمس الأيام التالية تم تكسير الغلاف الرصاصي وقطع بعض أجزاء الكبسولة إلى عدة قطع صغيرة تداولتها الأيادي.

## انتشار البودرة الإشعاعية
قام شقيق تاجر الخردة بنحت جزء من الكبسولة، مما أدى إلى تناثر غبارها على أرضية البيت الذي تلعب فيه ابنته الصغيرة. الطفلة قامت بعدها بتناول غذائها بأيديها الملوثة مبتلعة بذلك المادة المشعة، وأيضاً قامت بطلاء جسدها بالمادة الزرقاء المتألقة.
شقيق آخر لزعيم الخردة قام بطلاء الصليب على جسمه، وأنتقلت معه أجزاء المادة المشعة إلى مزرعته لتصيب حيواناتها وتقتلهم.
زوار البيت ومن جاء ليشاهد جمال المادة الزرقاء نقلوا معهم الغبار الإشعاعي إلى كل مكان ذهبوا إليه. فقد وجدت آثار المادة المشعة في مناطق عديدة في المدينة وحتى في مدينة أخرى تبعد 60 كم.

## اكتشاف التلوث الإشعاعي
أول من انتبهت لمرض الجميع كانت زوجة تاجر الخردة. في البداية شكّت أن الإسهال والأعراض المرضية التي أصابت من حولهم سببها بعض الشراب الذي قدم في بيتها، لكن فحوصات المستشفى نفت ذلك. بعدها شكّت أن السبب هو المادة المتألقة، فأخذت أحد عمال زوجها ليحمل جزء من المادة في كيس بلاستيكي على كتفه ويذهبا به إلى المستشفى القريب ليراها الطبيب. الطبيب عرف بأنها مادة خطرة فتحفظ عليها.
التقديرات تقول بأن 90% من إشعاعية المصدر كانت قد تبعثرت في البيئة حتى هذه اللحظة.
في 29 سبتمبر، جاء فيزيائي طبي زائر ومعه جهاز كاشف إشعاعي ليؤكد أن المادة مشعة، ولتبدأ الاستجابة للحادثة الإشعاعية وإحضار الخبراء من فيزيائيين وأطباء والكشف عن الأماكن التي تلوثت بالإشعاع وإخلاءها.

## بعد الاكتشاف
عند نشر خبر التسرب قامت موجة فزع في المدينة. وتم فحص أكثر من 112 ألف شخص، 74% منهم قدموا طوعاً من تلقاء أنفسهم ليتم فحصهم خوفاً من الإشعاع. 249 شخص ثبتت إصابتهم بتلوث إشعاعي عالي، منهم 129 شخص وجد أن التلوث الإشعاعي كان داخلياً (من داخل الجسم نتيجة استنشاق أو بلع غبار المادة المشعة)، رغم أن أغلبهم كانت الجرعة الإشعاعية أقل من 50 ميللي سيفرت. حوالي 1000 شخص حصلوا على جرعة إشعاعية أكبر من الجرعة السنوية الناتجة طبيعياً من البيئة.
تم فحص المدينة بطائرة عامودية مزودة بكاشفات إشعاعية، وبسيارات تجوب المدينة لمعرفة الأماكن عالية الإشعاع، بالإضافة إلى التقنيين الجواليين على أقدامهم. عمليات التنظيف الإشعاعي تضمنت إزالة التربة في الأماكن ذات الإشعاع العالي، وإخلاء البيوت وتفكيك بعضها وتنظيف ممتلكاتها أو ببساطة اعتبارها مخلفات إشعاعية. طلاء البيوت تم كشطه، والأرضيات تم غسلها بالحوامض. تم كنس كل شيء حتى الأسقف، وأعتبر الغبار الناتج من التنظيف ضمن المخلفات الإشعاعية. تم إخلاء 2000 متر مربع من الأراضي من قاطنيها، في هذه المساحة يوجد 25 منزلاً واثنان من أراضي الخردة. فقط 240 متر مربع ثبت تلوثها بالإشعاع. ناتج المخلفات الإشعاعية عن عملية التنظيف كان حوالي الـ 3500 متر مكعب.
قامت مظاهرات في المدينة اعتراضاً على دفن جثث المصابين في المقابر العامة. الولايات البرازيلية الأخرى رفضت دفن أي مخلفات إشعاعية ناتجة عن هذه الحادثة في أراضيها. كما توقف مواطنيها عن شراء صادرات مدينة قوييانيا من ملابس وأرز وغيره لمدة شهرين خوفاً من تلوثها بالإشعاع. بل أن بعض الفنادق رفضت السماح للقادمين من مدينة قوييانيا بالسكن لديهم! حتى المنتجعات بالقرب من قوييانيا خلت فنادقها من السياح. الطريف أن تاجر الخردة حاول استغلال الحادثة مادياً وطالب بالمال - بالإضافة إلى مقابلة ممثلة برازيلية مشهورة - مقابل إجراء اللقاءات الصحفية والتقاط الصور له!!
تم اتهام الأطباء مالكي العيادة المهجورة بتهمة الإهمال، خاصة وأنهم لم يقوموا بإبلاغ الجهات المختصة بالانتهاء من استعمال الجهاز الإشعاعي.
توفي أربعة أشخاص (زوجة التاجر، ابنة شقيقه، واثنان من عماله الذين قاموا بكسر الغلاف الرصاصي والكبسولة) وأصيب 28 شخص بحروق إشعاعية.
من اليوم الثاني للسرقة بدأت الأعراض المرضية تظهر على نابشي الأنقاض ممثلة في الاستفراغ والدوخة والإسهال. بعدها بدأت تظهر آثار الحروق الإشعاعية على أيديهم وتم بتر يد أحدهما فيما بعد. زوجة تاجر الخردة توفيت بعد شهر من الحادثة، وقدرت الجرعة الإشعاعية التي حصلت عليها بـ 5.7 جراي. أما زوجها تاجر الخردة حصل على 7 جراي لكنه عاش، غالباً لأن تعرضه كان على فترات متفرقة لوجوده الدائم خارج البيت. ومن المعروف أن الخلايا تقوم بإعادة إصلاح نفسها لو تعرضت للإشعاع على دفعات لذلك تكون الآثار أخف من لو تعرض الإنسان لجرعة عالية في جلسة واحدة، وهذا أحد أسس العلاج الإشعاعي للسرطان.
العامل الذي حمل المادة المشعة على كتفه أصيب بحروق إشعاعية وحصل على جرعة إشعاعية قدرت بـ3 جراي. أما ابنة شقيق تاجر الخردة فحصلت على جرعة إشعاعية قدرت بـ6 جراي، توفيت على أثرها بعد حوالي الشهر من الحادثة ودفنت في كفن حديدي غطي بالأسمنت. عند موتها كان جثمانها يصدر جرعة إشعاعية بمقدار 25 سنتيجراي في اليوم.
النشاط الإشعاعي للكبسولة وقت السرقة كان حوالي الـ 50.9 تيرابكريل (1375 كيوري). بعد عمليات التنظيف الدولية تم استعادة حوالي 44 تيرابكريل، أي تبقى حوالي 7 تيرابكريل في البيئة وقتها. في عام 2008م سيكون المتبقي قد تحلل إلى 4.3 تيرابكريل.
تكمن صعوبة التنظيف في هذه الحادثة في أن الكبسولة الإشعاعية تم تفكيكها وانتشار أجزاءها وغبارها وتناقلها بين الناس، بالتأكيد لم تكن لتصنف ضمن أخطر الحوادث الإشعاعية لو كانت الكبسولة بقيت في حالتها الصلبة حيث يسهل استرجاعها بدون القلق بشأن انتشار التلوث الإشعاعي في البيئة.
الحادثة فتحت أعين الحكومات على خطر سرقة المواد المشعة. أغلب الحكومات بعدها أصدرت قوانين صارمة لتتبع كل المواد المشعة من وقت دخولها البلد وطريقة استعمالها خلال وجودها وحتى الانتهاء منها وإرسالها للتخلص منها.
الوكالة الدولية الذرية هي الجهة التي قامت بالاستجابة للحادثة مع الجهات المسؤولة في البرازيل، ونشرت تقريراً عن الحادثة مدعماً بالصور فيه معلومات مفصلة عن طرق الاستجابة وحساب الجرعات وتنظيف البيئة والتدخل الطبي والدروس المستفادة من الحادثة.